# Боланкур
Боланкур (фр. Beaulencourt) насеље је и општина у североисточној Француској у региону Север-Па д Кале, у департману Па де Кале која припада префектури Арас.
По подацима из 2011. године у општини је живело 230 становника, а густина насељености је износила 46,94 становника/km². Општина се простире на површини од 4,9 km². Налази се на средњој надморској висини од 120 метара (максималној 131 m, а минималној 107 m).

## Демографија
| 1962. | 1968. | 1975. | 1982. | 1990. | 1999. | 2011. |
| ----- | ----- | ----- | ----- | ----- | ----- | ----- |
| 187   | 192   | 175   | 159   | 175   | 190   | 230   |

График промене броја становника у току последњих година